# Cardiospermin
Cardiospermin ist eine organische Verbindung aus der Gruppe der cyanogenen Glycoside.

## Vorkommen

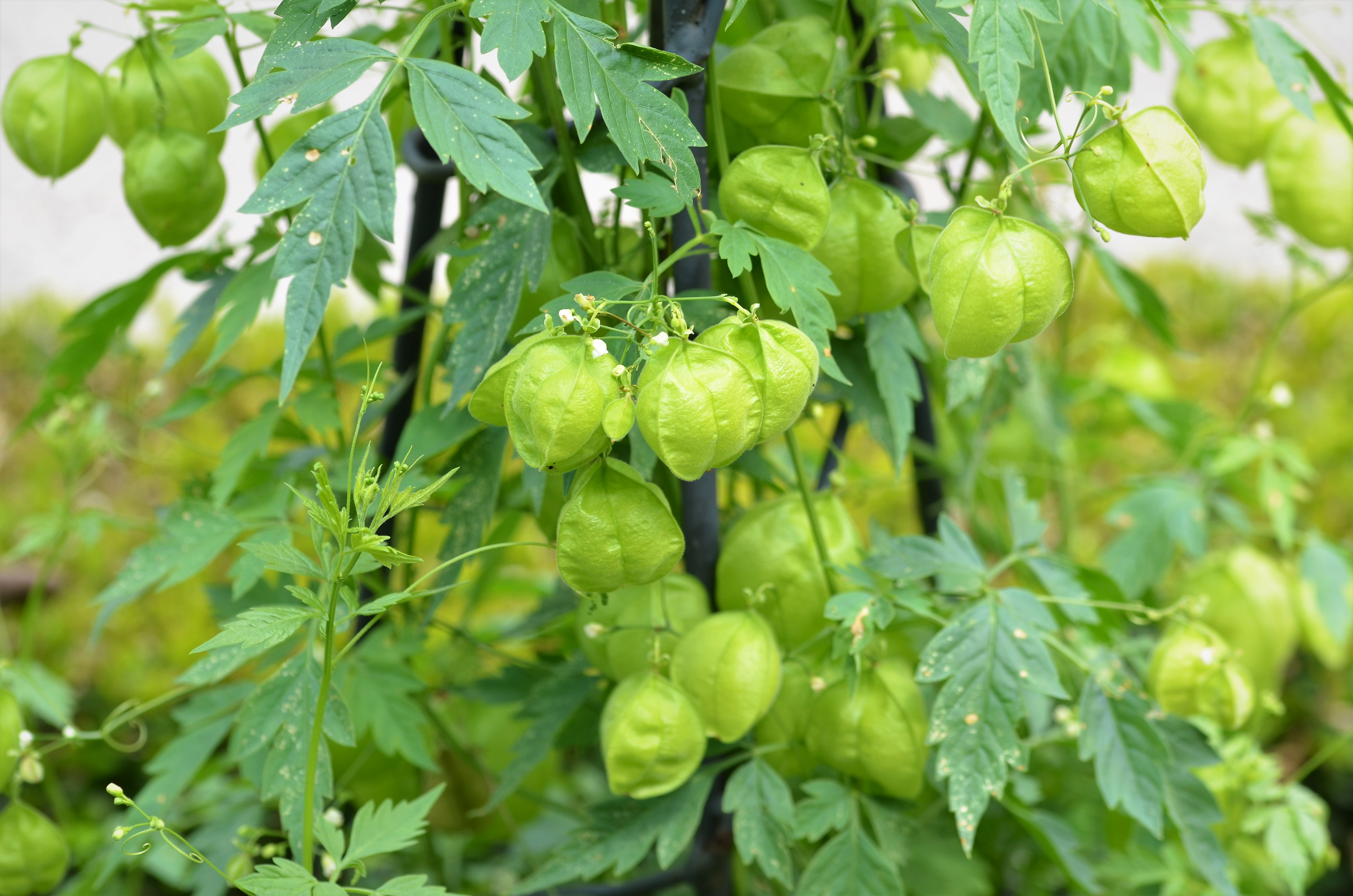
Ballonrebe

Cardiospermin kommt in der Ballonrebe (Cardiospermum halicacabum) vor. In Cardiospermum grandiflorum aus der gleichen Gattung kommt es zusammen mit Cardiosperminsulfat vor. In der Sibirischen Fiederspiere (Sorbaria sorbifolia) kommen mehrere Ester des Cardiospermins vor, darunter Cardiosperminbenzoat und Cardiospermin-para-hydroxybenzoat. Cardiospermin kommt außerdem in der auf Neuguinea heimischen Glasflügelwanze Leptocoris isolata vor und dient vermutlich der Verteidigung. Vermutlich wird es aus Cyanolipiden gebildet, welche die Larven von ihrer Wirtspflanze Allophylus cobbe (Gattung Allophylus) sequestrieren.